# Vladimir Martelanc (publicist)
Vladimir Martelanc, slovenski politik in publicist, * 8. maj 1905, Trst, Avstro-Ogrska, † 11. april 1944, Koncentracijsko taborišče Natzweiler-Struthof, Francija.

## Življenje in delo
Obiskoval je osnovno šolo in nemško gimnazijo v rojstnem kraju, zadnje dva razreda gimnazije končal v Kranju in Ljubljani, maturiral pa 1923 v Idriji. Leta 1922 se je pridružil komunističnemu gibanju v krogu uredništva tržaškega časopisa Delo in še isto leto postal poverjenik mladinske komunistične zveze za Julijsko krajino. Oktobra 1923 se je vpisal na Visoko šolo za svetovno trgovino na Dunaju in se tu zaposlil kot dopisnik iz Kraljevine Srbov, Hrvatov in Slovencev v tiskovni agenciji Sovjetske zveze. Avgusta 1925 ga je avstrijska policija izgnala iz države. Do januarja 1930 je politično deloval v Trstu, pisal članke in bil večkrat aretiran. Januarja 1930 je odšel v Baku, tu se je zaposlil kot delavec v mehanični delavnici, 1932 je odšel na delo v neki sovhoz v Baškortostan, od 1933 pa je bil zaposlen kot finančni strokovnjak za investicije v žitnem kombinatu v Donbasu, nato v ljudskem komisariatu za sovhoze v Moskvi ter ponovno v Donbasu v zvezi zadrug. V času Stalinovih čistk, ga je maja 1937 oblast izgnala iz Sovjetske zveze. Ker ni dobil italijanskega potnega lista je ilegalno odšel v Francijo, kjer ga je julija 1938 francoska policija aretirala in predala italijanskim oblastem. 14. februarja 1939 je bil pred posebnim sodiščem za zaščito države obsojen na 5 let strogega zapora. Po italijanski kapitulaciji se je vrnil v Trst, kjer ga je gestapo februarja 1944 aretiral in poslal najprej v Koncentracijsko taborišče Dachau, od tam pa v Koncentracijsko taborišče Natzweiler-Struthof, kjer je aprila 1944 umrl.
Martelanc je prve članke objavil pri 17-tih letih. V publicistični dejavnosti se je posvečal literarni zgodovini, eseju in družbeno-politični problematiki. Zastopal je načelo o brezpogojni pravici Slovencev do samostojne države, vključno z odcepitvijo in ustanovitvijo samostojne republike. Njegove teze dodelane tudi v obsežnih poročilih Centralnega komiteja Komunistične partije Italije, je italijanska partija potrdila na svojem III. kongresu leta 1926. V času, ko je živel v Sovjetski zvezi ni več politično deloval, posvetil se je esejistiki, prevajanju marksistične literature v slovenščino in pisanju biografij slovenskih osebnosti za Malo sovjetsko enciklopedijo.